# San E
San E, pseudonimo di Jung San (정산?; Bupyeong-gu, 23 gennaio 1985), è un rapper e cantautore sudcoreano.
È stato il primo rapper solista a firmare per l'etichetta discografica JYP Entertainment, con la quale è stato sotto contratto dal 2010 al 2013. Ha debuttato nel settembre 2010 con l'uscita dell'EP Everybody Ready?. Nell'aprile 2013 ha lasciato la JYP per unirsi alla Brand New Music, con la quale ha pubblicato il suo secondo EP, Not Based on the True Story, uscito nel novembre del medesimo anno, e il suo primo album in studio, intitolato The Boy Who Cried Wolf e uscito nel 2015.

## Biografia
San E nasce ad Incheon, in Corea del Sud, il 23 gennaio 1985. In età adolescenziale si trasferisce con i genitori ad Atlanta, negli Stati Uniti d'America, a causa di difficoltà economiche patite dalla famiglia per via della crisi finanziaria asiatica del 1997. Frequenta quindi l'Università della Georgia, laureandosi in grafica.

## Discografia
Album in studio
- 2015 - The Boy Who Cried Wolf (Brand New Music)

Extended play
- 2010 - Everybody Ready? (JYP Entertainment)
- 2013 - Not Based on the True Story (Brand New Music)

## Filmografia

### Televisione
- Unpretty Rapstar (2015) – conduttore
- Unpretty Rapstar 2 (2015) – conduttore
- Hip Hop Nation (2016) – conduttore
- Battle Trip (2016) – conduttore
- Entourage (안투라지?, AnturajiLR) – serie TV, episodio 6 (2016)